# Президентские выборы в Тунисе (2014)
Президентские выборы в Тунисе прошли 23 ноября 2014 года (первый тур). Так как ни один из кандидатов не набрал более 50 % голосов, второй тур прошёл 21 декабря. Эти выборы стали третьими после революции 2011 года, первыми демократическими выборами президента и прошли в условиях победы на парламентских выборах светской партии «Нидаа Тунис» и поражения исламистской «Эн-Нахда», пришедшей к власти в ходе «арабской весны».

## Контекст

### Дата выборов
Первоначально, президентские и парламентские выборы, объединённые в блок под названием «всеобщие выборы» должны были пройти в один день — 21 апреля 2013 года. До этого по графику, выборы должны были проводиться в 2014 году, но были перенесены на более ранний срок в результате отставки президента Туниса Бен Али после революции 2010—2011 годов. Впоследствии было принято решение, что выборы состоятся 17 декабря 2013 года, но позже были вновь перенесены на конец 2014 года.
В июне 2014 года Национальная ассамблея Туниса одобрила предложение Центральной избирательной комиссии о проведении выборов в парламент 26 октября, а президента — 23 ноября. Как отметил по этому поводу премьер-министр Мехди Джомаа, «у меня очень важная роль — сделать так, чтобы эти выборы прошли в наилучших условиях. Роль политических партий в том, чтобы выработать такую формулу, которая позволит им создать коалицию, договориться, выбрать такого президента, который, по их мнению, будет лучше представлять Тунис, по кандидатуре которого они придут к консенсусу». В итоге, из 70 кандидатур Высшая независимая инстанция по выборам одобрила для участия в борьбе за пост президента только 27 кандидатов, в том числе действующего президента Монсефа Марзуки
Согласно новой конституции Туниса, одобренной в январе 2014 года, президент не имеет абсолютных полномочий, а исполнительная власть в стране распределяется между ним и премьер-министром.

### Ситуация в экономике
По результатам сентябрьского опроса Международного республиканского института, 58 % респондентов охарактеризовали нынешнюю экономическую ситуацию в Тунисе как очень плохую, и 22 % — как несколько плохую. Вялые темпы экономического роста способствовали увеличению на 19 % (от 48 до 67 %) количества людей, думающих, что Тунис движется в неправильном направлении, по сравнению с апрельским опросом.

## Голосование
Избирательные участки в Тунисе были открыты с 8 часов утра по местному времени (10:00 по московскому) и до 22 часов (полночь), а в провинциях, граничащих с Алжиром, по соображениям безопасности — с 10 (12:00 по Москве) до 15 часов по местному времени (17:00 по Москве). Для участия в голосовании было зарегистрировано 5,28 млн избирателей из общего количества населения страны в 10,9 млн человек, что составляет около 48 %. Безопасность обеспечивали десятки тысяч полицейских. Около 400 тысяч граждан Туниса, проживающих за рубежом, проголосовали досрочно 21 ноября на более чем 400 избирательных участках во всем мире. Выборы прошли в спокойной обстановке в 33 округах, из которых шесть — за рубежом, и в частности последний избирательный участок закрылся 24 ноября в 2 часа утра по тунисскому времени (04:00 по московскому) в Сан-Франциско (США). Руководитель Миссии Европейского Союза по наблюдению за выборами в стране Аннеми Нейтс-Уитебрук отметила, что избирательные участки открылись без задержек, и все необходимые процедуры в ходе голосования были соблюдены.

## Результат
23 ноября 2014 года прошёл первый тур выборов. По результатам голосования, лидерами голосования стали Беджи Каид Эс-Себси с 39 % и действующий президент Туниса Монсеф Марзуки с 33,4 %, что обеспечило им выход во второй тур. По данным избирательной комиссии страны средняя явка составила 64,6 %.
21 декабря 2014 года состоялся второй тур выборов. Президентом Туниса избран Беджи Каид Эс-Себси.